# Leichtathletik-Europameisterschaften 1994/Stabhochsprung der Männer

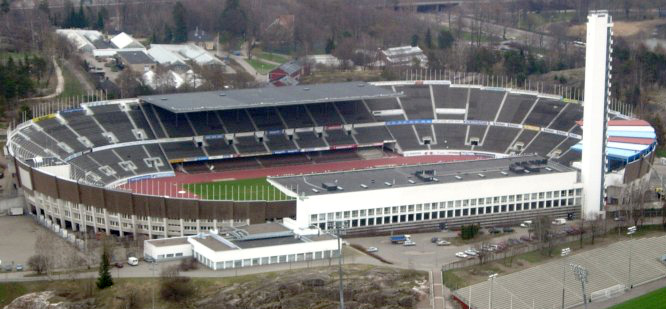
Das Olympiastadion von Helsinki im Jahr 2005

Der Stabhochsprung der Männer bei den Leichtathletik-Europameisterschaften 1994 wurde am 9. und 11. August 1994 im Olympiastadion der finnischen Hauptstadt Helsinki ausgetragen.
In diesem Wettbewerb gab es einen Doppelsieg für die Stabhochspringer aus Russland. Europameister wurde Titelverteidiger Rodion Gataullin. Er gewann vor dem Olympiazweiten von 1992 Igor Trandenkow. Bronze ging an den Franzosen Jean Galfione.

## Rekorde

### Bestehende Rekorde
| Weltrekord           | 6,14 m | Serhij Bubka     | Sestriere, Italien           | 31. Juli 1994   |
| Europarekord         | 6,14 m | Serhij Bubka     | Sestriere, Italien           | 31. Juli 1994   |
| Meisterschaftsrekord | 5,85 m | Serhij Bubka     | EM Stuttgart, BR Deutschland | 26. August 1986 |
| Meisterschaftsrekord | 5,85 m | Rodion Gataullin | EM Split, Jugoslawien        | 30. August 1990 |

### Rekordverbesserung
Der russische Europameister Rodion Gataullin verbesserte den bestehenden von ihm selber mitgehaltenen EM-Rekord im Finale am 12. August mit seinem zweiten Versuch um fünfzehn Zentimeter auf 6,00 m und war damit der erste Sechs-Meter-Springer bei Europameisterschaften. Zum Welt- und Europarekord fehlten ihm vierzehn Zentimeter.

## Legende
Kurze Übersicht zur Bedeutung der Symbolik – so üblicherweise auch in sonstigen Veröffentlichungen verwendet:
| CR  | Championshiprekord    |
| NM  | keine Höhe (no mark)  |
| ogV | ohne gültigen Versuch |
| –   | verzichtet            |
| o   | übersprungen          |
| x   | ungültig              |

## Qualifikation
9. August 1994
27 Wettbewerber traten in zwei Gruppen zur Qualifikationsrunde an. Die Qualifikationshöhe für den direkten Finaleinzug betrug 5,65 m, die jedoch von niemanden angegangen wurde, als klar war, dass die von elf Athleten übersprungenen 5,60 m für die Teilnahme am Finale mit mindestens zwölf Springern ausreichen würden. Das Finalfeld wurde mit zwei weiteren gleichplatzierten Sportlern aufgefüllt, die 5,50 m zu Buche stehen hatten und nach der Fehlversuchsregel vor den anderen Teilnehmern mit gleicher Höhe rangierten. So bestritten dreizehn Stabhochspringer (hellgrün unterlegt) das drei Tage später stattfindende Finale.

### Gruppe A

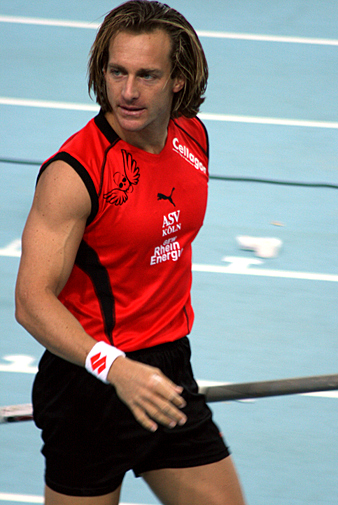
Der junge Tim Lobinger schied hier am Anfang seiner erfolgreichen Karriere als Zwölfter seiner Qualifikationsgruppe aus

| Platz | Name               | Nation      | Höhe (m) |
| ----- | ------------------ | ----------- | -------- |
| 1     | Petri Peltoniemi   | Finnland    | 5,60     |
| 1     | Denis Petouchinski | Russland    | 5,60     |
| 1     | Danny Krasnov      | Israel      | 5,60     |
| 1     | Gérald Baudouin    | Frankreich  | 5,60     |
| 5     | Rodion Gataullin   | Russland    | 5,60     |
| 6     | Gianni Iapichino   | Italien     | 5,60     |
| 7     | Valeri Bukrejev    | Estland     | 5,60     |
| 8     | Peter Widén        | Schweden    | 5,50     |
| 9     | Trond Barthel      | Norwegen    | 5,50     |
| 10    | Daniel Marti       | Spanien     | 5,40     |
| 10    | Heikki Vääräniemi  | Finnland    | 5,40     |
| 12    | Tim Lobinger       | Deutschland | 5,40     |
| NM    | Martin Amann       | Deutschland | ogV      |

### Gruppe B
| Platz | Name                   | Nation         | Höhe (m) |
| ----- | ---------------------- | -------------- | -------- |
| 1     | Igor Trandenkow        | Russland       | 5,60     |
| 2     | István Bagyula         | Ungarn         | 5,60     |
| 2     | Jean Galfione          | Frankreich     | 5,60     |
| 4     | Philippe Collet        | Frankreich     | 5,60     |
| 5     | Andrei Tivontschik     | Deutschland    | 5,50     |
| 6     | Jani Lehtonen          | Finnland       | 5,50     |
| 7     | Gennadiy Sidorov       | Belarus        | 5,40     |
| 7     | Nuno Fernandes         | Portugal       | 5,40     |
| 7     | Martin Voss            | Dänemark       | 5,40     |
| 10    | Javier García          | Spanien        | 5,40     |
| 11    | Patrik Stenlund        | Schweden       | 5,20     |
| 12    | Michael Edwards        | Großbritannien | 5,20     |
| 12    | Aleksanders Matusevics | Lettland       | 5,20     |
| NM    | Photis Stephani        | Zypern         | ogV      |

## Finale

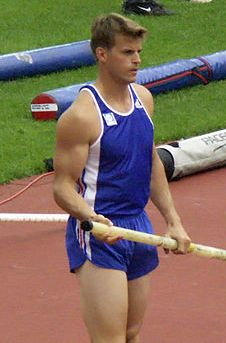
Bronzemedaillengewinner Jean Galfione – 1995 errang er WM-Bronze, 1996 wurde er Olympiasieger
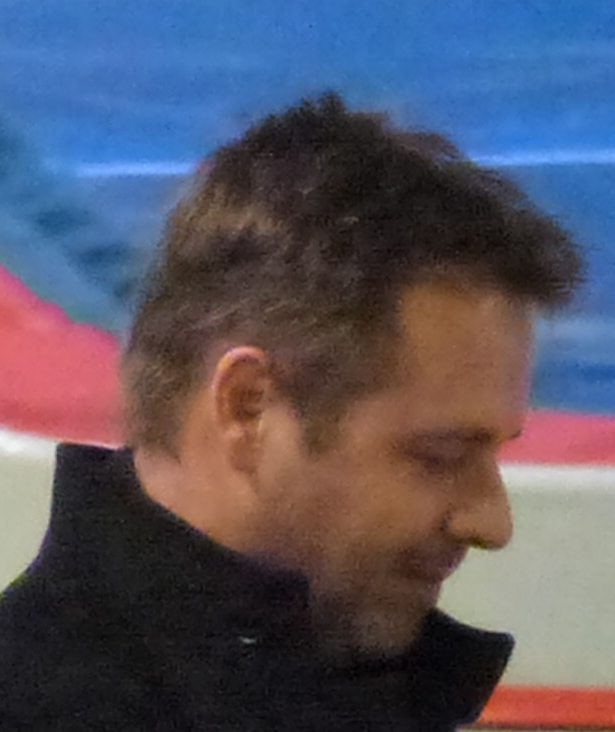
Philippe Collet erreichte wie schon vier Jahre zuvor Platz vier, nachdem er 1986 EM-Bronze gewonnen hatte

11. August 1994
| Platz | Name               | Nation      | Höhe (m) | Versuchsserie der Medaillengewinner | Versuchsserie der Medaillengewinner | Versuchsserie der Medaillengewinner | Versuchsserie der Medaillengewinner | Versuchsserie der Medaillengewinner | Versuchsserie der Medaillengewinner | Versuchsserie der Medaillengewinner | Versuchsserie der Medaillengewinner |
| Platz | Name               | Nation      | Höhe (m) | 5,40 m                              | 5,60 m                              | 5,70 m                              | 5,80 m                              | 5,85 m                              | 5,90 m                              | 5,95 m                              | 6,00 m                              |
| ----- | ------------------ | ----------- | -------- | ----------------------------------- | ----------------------------------- | ----------------------------------- | ----------------------------------- | ----------------------------------- | ----------------------------------- | ----------------------------------- | ----------------------------------- |
| 1     | Rodion Gataullin   | Russland    | 6,00 CR  | –                                   | –                                   | xo                                  | –                                   | xo                                  | xo                                  | –                                   | xo                                  |
| 2     | Igor Trandenkow    | Russland    | 5,90     | –                                   | –                                   | –                                   | xo                                  | –                                   | o                                   | –                                   | xxx                                 |
| 3     | Jean Galfione      | Frankreich  | 5,85     | –                                   | o                                   | –                                   | o                                   | o                                   | x–                                  | xx                                  |                                     |
| 4     | Philippe Collet    | Frankreich  | 5,80     |                                     |                                     |                                     |                                     |                                     |                                     |                                     |                                     |
| 5     | Denis Petouchinski | Russland    | 5,80     |                                     |                                     |                                     |                                     |                                     |                                     |                                     |                                     |
| 6     | Andrei Tivontschik | Deutschland | 5,70     |                                     |                                     |                                     |                                     |                                     |                                     |                                     |                                     |
| 7     | Danny Krasnov      | Israel      | 5,70     |                                     |                                     |                                     |                                     |                                     |                                     |                                     |                                     |
| 8     | Gianni Iapichino   | Italien     | 5,70     |                                     |                                     |                                     |                                     |                                     |                                     |                                     |                                     |
| 8     | Valeri Bukrejev    | Estland     | 5,70     |                                     |                                     |                                     |                                     |                                     |                                     |                                     |                                     |
| 10    | Gérald Baudouin    | Frankreich  | 5,60     |                                     |                                     |                                     |                                     |                                     |                                     |                                     |                                     |
| 10    | István Bagyula     | Ungarn      | 5,60     |                                     |                                     |                                     |                                     |                                     |                                     |                                     |                                     |
| 12    | Petri Peltoniemi   | Finnland    | 5,60     |                                     |                                     |                                     |                                     |                                     |                                     |                                     |                                     |
| 13    | Peter Widén        | Schweden    | 5,40     |                                     |                                     |                                     |                                     |                                     |                                     |                                     |                                     |

## Videolink
- 4962 European Track & Field Pole Vault Rodion Gataullin, www.youtube.com, abgerufen am 1. Januar 2023